# Farruch Amonatow
Farruch Hukumatowitsch Amonatow (tadschikisch Фаррух Ҳукуматович Амонатов; auch Farrukh Amonatov; * 13. April 1978 in Duschanbe, Tadschikische SSR) ist ein tadschikischer Schachspieler.

## Leben
Amonatow trägt seit November 2002 den Titel Schachgroßmeister und ist, nachdem Magaram Magomedow, der erste Schachgroßmeister Tadschikistans, im Jahr 2000 zum russischen Schachverband gewechselt war, der einzige Großmeister Tadschikistans. Er schloss ein Studium an der Moskauer Technischen Universität für Fernmeldewesen und Informatik ab. 2004 siegte er bei der Moskauer Stadtmeisterschaft. Obwohl Amonatow in der russischen Hauptstadt trainierte und lebte, repräsentierte er weiterhin Tadschikistan in internationalen Turnieren. Seit etwa 2015 lebt er in Sankt Petersburg.
Im Schach-Weltpokal 2005 besiegte er in der ersten Runde Michał Krasenkow, schied jedoch in der zweiten Runde gegen Magnus Carlsen aus. 2007 qualifizierte sich Amonatow für das Superfinale der Russischen Schachmeisterschaft, bei der er Zehnter wurde. Beim Schach-Weltpokal 2009, für das er sich durch ein Zonenturnier gemeinsam mit Anton Filippov qualifiziert hatte, schaltete er in der ersten Runde Sergei Wolkow aus und scheiterte in der zweiten Runde an Boris Gelfand.
Seine Elo-Zahl beträgt 2636 (Stand: November 2017) und er ist damit bester Spieler Tadschikistans, mit seiner höchsten Elo-Zahl von 2650 im Juli 2008 lag er auf dem 74. Platz der FIDE-Weltrangliste.

## Nationalmannschaft
Mit der tadschikischen Nationalmannschaft nahm Amonatow an den Schacholympiaden 1996, 1998, 2002, 2006, 2010, 2012 und 2014 und der asiatischen Mannschaftsmeisterschaft 1993 teil.

## Vereine
In der russischen Mannschaftsmeisterschaft spielte Amonatow von 2004 bis 2006 für Termosteps Samara, 2007 und 2008 für Shatar Buryatia sowie 2009 und 2010 für Tomsk-400, mit denen er 2009 die Meisterschaft gewann. Am European Club Cup nahm er 2006 mit Elara Tscheboksary und 2009 mit Tomsk-400 teil.